# Flora Europaea
Flora Europaea (abreviado Fl. Eur.) es un libro con ilustraciones y descripciones botánicas que fue escrito por el botánico, algólogo, paleontólogo inglés Thomas Gaskell Tutin y publicado en 5 volúmenes en los años 1964-1980.
En la edición colaboraron: Thomas Gaskell Tutin, Vernon Hilton Heywood,  Norman Alan Burges, David Henriques Valentine, Stuart Max Walters y David Allardice Webb.